# Emma Engström (fotbollsspelare)
Emma Engström, född 17 maj 2000, är en svensk fotbollsspelare som spelar för IF Brommapojkarna. Hon har tidigare spelat för AIK.

## Klubbkarriär
Emma Engström började spela fotboll som sjuåring i moderklubben Barkarö SK. 2013 blev det klubbyte och Engström hamnade i AIK, en klubb hon representerade under resten av sin ungdomstid. 2016, 16 år gammal, flyttades Emma Engström upp till AIKs A-lag. Det blev 91 tävlingsmatcher för AIK, 34 mål och 14 målgivande passningar för Engström innan hon 2020 gick till Eskilstuna United DFF. Tiden i Eskilstuna blev dock skadefylld och 2021 lånades Engström ut till IFK Norrköping. 
I juli 2022 meddelade AIK att Emma Engström värvats till klubben på ett 1,5 år långt kontrakt. Ett kontrakt som förlängdes ytterligare ett år inför återkomsten till Damallsvenskan 2024.
I juli 2024 värvades Engström av IF Brommapojkarna.

## Landslagskarriär
Engström har spelat ett stort antal matcher i de svenska ungdomslandslagen och totalt stått för 11 mål i dessa matcher.